# Teatro de Esparta
El Teatro de Esparta (en griego: θέατρο Σπάρτης) fue un antiguo teatro romano de Esparta (Grecia). Sus ruinas se encuentran en la ladera sur de la acrópolis de Esparta,  al norte del actual centro de la ciudad de Esparta.

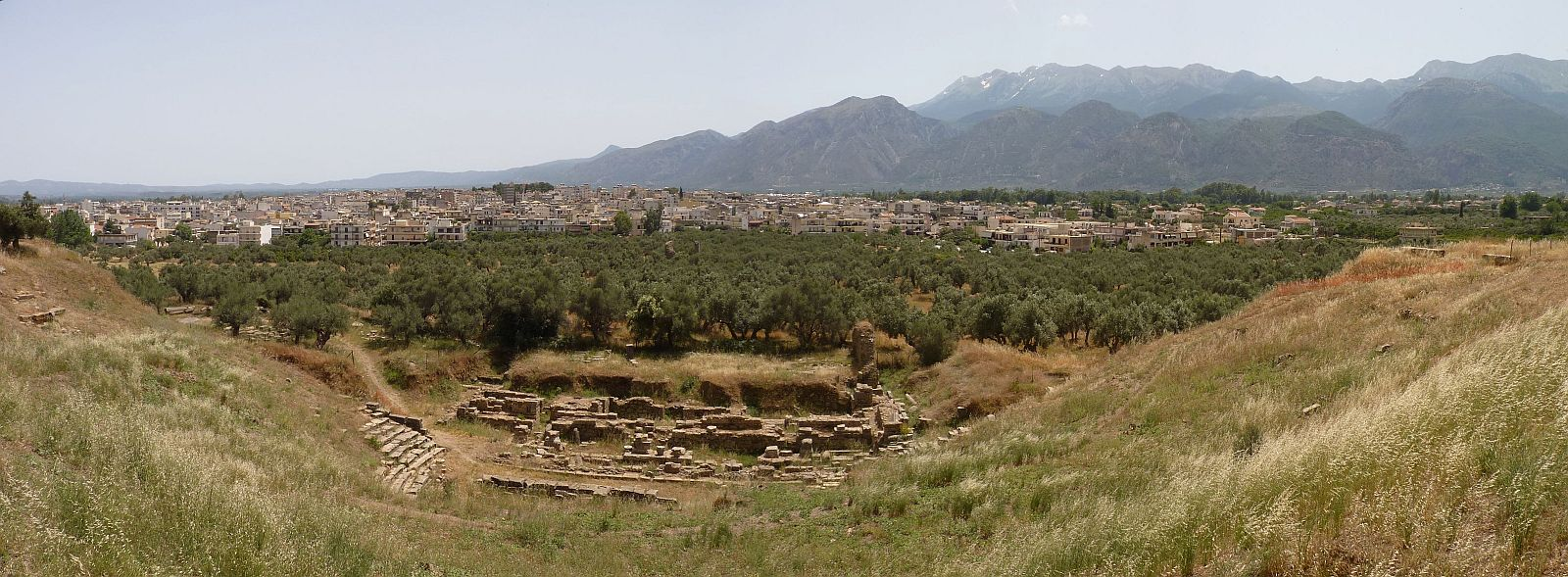
Ruinas del teatro espartano, con la actual ciudad de Esparta al fondo.

Se construyó en la época romana a principios del período imperial, es decir, a finales del siglo I a. C. o principios del siglo I d. C. Además, casi todos los hallazgos del yacimiento datan de esa época. Así pues, el teatro aún no existía en la  época clásica de Esparta. Se utilizaba para reuniones públicas, fiestas y representaciones teatrales.
Eera un típico edificio teatral semicircular griego con una orchestra]] circular en el centro. En su lado norte había una cávea semicircular en ladera orientado al sur. El diámetro de la orchestra era de unos 28 m y el de todo el teatro de unos 114 m. Las estructuras fijas eran de mármol blanco. No tenía escenario fijo (skené), sino uno de madera con ruedas que se trasladaba al lugar para las representaciones.
Está bastante mal conservado, pero sigue siendo una de las ruinas mejor conservadas de la antigua Esparta. Lo que queda del edificio es su frontispicio, partes de los muros y cimientos, y el acceso al auditorio. Las inscripciones de los muros datan del siglo 100 d. C. Las ruinas han sido restauradas con el apoyo de la Unión Europea. Cerca del teatro se han encontrado varios edificios comerciales que atendían a los espectadores. Eran principalmente de ladrillo y estaban decorados con yeso.